# Osthimosia armatissima
Osthimosia armatissima är en mossdjursart som beskrevs av Moyano 1991. Osthimosia armatissima ingår i släktet Osthimosia och familjen Celleporidae. Inga underarter finns listade i Catalogue of Life.